# Амбразанцев, Александр Сергеевич
Александр Сергеевич Амбразанцев (6 (18) сентября 1841 — ?) — военачальник Российской империи, генерал-майор.

## Биография
Родился 6 (18) сентября 1841 года. Происходил из дворян Симбирской губернии. Родители: Сергей Николаевич (1805—1868), сын генерала Николая Дмитриевича Амбразанцева (Амберсадзе, Амбрациев, 1754—1814), и Варвара Алексеевна (урождённая Ададурова). Брат генерал-лейтенанта (затем тайного советника) Алексея Сергеевича Амбразанцева-Нечаева (1832—1897).
По окончании Николаевского училища гвардейских юнкеров 16 июня 1861 года корнетом был произведён в Кавалергардский полк, но уже 21 октября того же года по домашним обстоятельствам уволен со службы.
В 1864 году зачислен по армейской кавалерии поручиком; в 1865 году переведён корнетом в лейб-гвардейский кирасирский Её Величества полк, где командовал 2-м эскадроном. Ротмистр с 1873 года, подполковник с 1875 года. В 1880 году произведён в полковники.
В 1890 году назначен командиром 32-го Чугуевского Её Величества драгунского полка.
В 1894 году произведён в генерал-майоры и назначен командиром 1-й бригады 2-й кавалерийской дивизии.
В 1899 году уволен в отставку с мундиром и пенсией.

## Семья
С 1861 года был женат на дочери генерал-майора Олимпиаде Ивановне Деевой. Их сыновья:
- Сергей (1879—1943), ротмистр, участник Белого движения. В эмиграции в Харбине.
- Владимир (1881—1946), подполковник 8-го уланского полка, участник Белого движения.